# Самарин, Виктор Сергеевич
Виктор Сергеевич Самарин (13 июня 1912 года — 8 августа 1979 года) — строитель,  управляющий трестом «Башспецнефтестрой» Главбашстроя Министерства промышленного строительства СССР, Герой Социалистического Труда.

## Биография
Виктор Сергеевич Самарин родился 13 июня 1912 года в городе Стерлитамаке.
Образование высшее, в 1937 г. окончил Сибирский автодорожный институт (Омск).
Трудовую деятельность начал в 1929 г. секретарем-счетоводом Архангельского леспромхоза Башкирской АССР, в 1930—1932 гг. работал секретарем проектного отдела, председателем рабочкома, заместителем начальника отдела кадров Башжилдорстроя. С 1937 по 1940 г. работал в Уфе прорабом треста «Союзтрансстрой», начальником генерального планирования Уфимского моторного завода, старшим прорабом треста № 28. В 1940—1945 гг. — старший прораб, начальник участка строительного треста № 3. В годы работы главным инженером треста № 3 ввел передовой, поточно-скоростной, метод строительства жилья, в результате чего резко сократились сроки строительства объектов, снизилась их себестоимость.
В 1959 г. В. С. Самарин назначен управляющим трестом «Башспецнефтестрой» Главбашстроя Министерства промышленного строительства СССР. Под его руководством проводилась большая работа по переработке монолитных конструкций в сборные варианты, в результате мощность производства на градирнях выросла в 1,7 раза, резервуарах — в 1,95 раза, очистных сооружениях — в 1,5 раза. Комплексная механизация составила 98,1 процента. Сократились сроки строительства градирни на 3 месяца, резервуаров — на 4,5 месяца, а очистных сооружений — на 8 месяцев.
План восьмой пятилетки (1966—1970) по всем технико-экономическим показателям трест выполнил досрочно — к 6 октября 1970 г. Производительность труда повысилась на 49 процентов вместо 47, предусмотренных планом. Заработная плата увеличилась на 35 процентов, получена сверхплановая прибыль в размере 2,2 миллиона рублей. Производственный план 1970 г. был выполнен досрочно — к 15 декабря, сверх плана было выполнено строительно-монтажных работ на 1 миллион рублей.
По итогам Всесоюзного социалистического соревнования тресту 14 раз присуждалось переходящее Красное знамя Совета Министров СССР и ВЦСПС, Совета Министров РСФСР и ЦК профсоюза, Министерства промышленного строительства СССР и ЦК профсоюза с денежными премиями.
За достижение высоких показателей в социалистическом соревновании в честь 100-летия со дня рождения В И Ленина 7 апреля 1970 г коллектив треста «Башспецнефтестрой» награждён Ленинской юбилейной Почетной грамотой Центрального Комитета КПСС, Президиума Верховного Совета СССР и ВЦСПС.
За выдающиеся производственные успехи, достигнутые в выполнении заданий пятилетнего плана, Указом Президиума Верховного Совета СССР от 5 апреля 1971 г В С Самарину присвоено звание Героя Социалистического Труда.
Самарин, Виктор Сергеевич умер  8 августа 1979 года.

## Награды
- Герой Социалистического Труда (19)
- Награждён орденами Ленина (1971), Трудового Красного Знамени (1966, 1976), «Знак Почёта» (1958), медалями

## Память
В г. Уфе на доме, где жил Герой, установлена мемориальная доска